# Столярська Данута Альфредівна
Столярська Данута Альфредівна (18 липня 1929, Познань, Польща — 14 червня 2011, Москва) — радянська кіноактриса, заслужена артистка РРФСР (1983).

## Біографія
Данута Столярская народилася 18 липня 1929 року в місті Познань. Її батько, Альфред Карлович Бем-Столярський, польський комуніст, в 1930—1931 роках — заступник керівника балканської секції Профінтерну, а в 1931—1936 роках — секретар Міжнародної організації моряків і портових робітників. 25 липня 1936 року, під час Великого терору, він був заарештований і 25 грудня 1937 розстріляний. Мати 8-річної Данути спіткала та ж доля (померла в таборі в 1943 році), малятко залишилася круглою сиротою.
Починала навчання в театральному училищі в Горькому, вчилася там з 1948 по 1950 рік, потім вступила до ВДІКу, в майстерню Бориса Бібікова і Ольги Пижової, закінчила ВДІК у 1955 році. Її однокурсниками були Руфіна Ніфонтова, Ізольда Ізвицька, Юрій Бєлов, Надія Рум'янцева, Майя Булгакова.
З 1955 по 1957 рік працювала в Державному театрі кіноактора, в 1957 році перейшла на кіностудію ім. М. Горького. Її відхід з кіностудії в 1990 році не вплинув на заслужену прихильність глядачів.
Пішовши на пенсію, Данута оселилася в передмісті Москви з сім'єю дочки. Поруч були онуки: Валентина, Софія і Філіп.
Характерна актриса, виконавиця невеликих ролей і епізодів у фільмах 1950-1980-х років.
Померла від серцевого нападу 14 червня 2011 року. Похована на Хімкинському кладовищі, ділянка 153а.

## Родина
Чоловік — кінорежисер Володимир Саруханов (1934—1999), дочка — акторка Ніна Саруханова (р. 1966).

## Визнання і нагороди
- Заслужена артистка РРФСР (1983)

## Фільмографія
- 1986 — Алмазний пояс
- 1955 — Випадок з єфрейтором Кочетковим —  Валя Градская
- 1956 — Пролог —  Катя
- 1956 — Таємниця вічної ночі —  Олена Турчина, асистент Денисова
- 1958 — Щастя треба берегти —  Лариса
- 1958 — Гроза над полями —  Ніна
- 1959 — Друзі-товариші —  Віра Олексіївна
- 1960 — Народжені жити —  Наташа
- 1961 — Коли дерева були великими —  сусідка Кузьми по комуналці
- 1962 — Як народжуються тости —  співробітниця тресту
- 1962 — Ми вас любимо —  Ніна
- 1963 — Я крокую по Москві —  Аня, дружина брата Колі
- 1963 — Згорів на роботі
- 1963 — Великий фітиль —  офіціантка  ( «Дачурка» )
- 1964 — Вони йшли на Схід —  лікар партизанського загону
- 1964 — Все для Вас —  Каткова, кандидат хімічних наук
- 1965 — Рано вранці —  начальник відділу кадрів
- 1966 — Вірність матері —  Антоніна Іванівна, дружина Дмитра Ульянова
- 1968 — Нові пригоди невловимих
- 1969 — Пісня про Маншук
- 1970 — Потяг у завтрашній день
- 1971 — Корона Російської імперії, або Знову невловимі —  дама в зеленому
- 1971 — У нас на заводі —  секретар
- 1971 — Смертний ворог —  кулачка
- 1971 — Їхали в трамваї Ільф і Петров —  співробітниця редакції
- 1971 — Надбання республіки —  актриса
- 1972 — Правила без винятків
- 1972 — Земля, до запитання —  Анка Скарбек
- 1973 — Надія —  Єлизавета Василівна Крупська
- 1973 — Ткалі —  Олена
- 1973 — Останній подвиг Камо —  гостя на весіллі
- 1973 — За хмарами — небо —  Єлизавета Руднєва
- 1974 — Пам'ятай ім'я своє —  Наталя
- 1974 — Морські ворота —  мати
- 1974 — Жереб —  дружина Ігнатьєва
- 1976 — Два капітани —  дружина начальника училища
- 1977 — Блокада —  Ольга Берггольц
- 1978 — Кінець імператора тайги —  Євдокія Тихонівна
- 1979 — Незвичайне літо —  Ольга Адамівна
- 1979 — Місто прийняв —  постраждала
- 1979 — Подія —  мати Гогі
- 1980 — Мелодія на два голоси —  Анна Іванівна
- 1980 — Ленінградці, діти мої... —  журналістка
- 1981 — Не ставте Лісовику капкани… —  Ольга Миколаївна
- 1981 — Вони були акторами —  епізод
- 1981 — Слідом жвавого коня —  епізод
- 1982 — Сльози крапали —  адміністратор готелю
- 1982 — Нам тут жити —  Шереметьєва
- 1982 — Мати Марія
- 1983 — Прости мене, Альошо
- 1985 — Співучасть у вбивстві —  мільйонерка
- 1985 — Прийдешньому віку
- 1986 — За явною перевагою —  Віра Олексіївна
- 1987 — Випадок в аеропорту —  квартирна хазяйка
- 1988 — Цуценя —  Софія Олександрівна
- 1988 — Осінь, Чертаново...
- 1989 — Маленька людина у великій війні —  лікар
- 1989 — Бархан
- 1991 — Сади скорпіона

### Дубляж
- 1959 — Командир загону
- 1964 — Лимонадний Джо
- 1966 — У джазі тільки дівчата —  Душечка (Мерилін Монро)
- 1971 — Вклонися вогню —  дублювала Таттибуу Турсунбаеву, головна роль